# Baumgartenbrücke
Die Baumgartenbrücke ist eine Straßenbrücke, die die Bundesstraße 1 zwischen Geltow und Petzow über die Potsdamer Havel in Brandenburg führt.

## Geschichte
Vor dem Bau der ersten Brücke gab es eine Furt, danach lediglich eine Fährverbindung über die Havel. Der „Große Kurfürst“ Friedrich Wilhelm ließ 1676 eine 120 Meter lange Holzbrücke erbauen. Sie besaß eine Vorrichtung zum Öffnen des Mittelteils, um die Schiffsdurchfahrt zu ermöglichen. In der Regierungszeit des Soldatenkönigs Friedrich Wilhelm I. stand neben einem Zollhaus auch ein Wachhaus auf der Ostseite, um eine Desertion preußischer Soldaten in das Kurfürstentum Sachsen zu verhindern, zu dem die naheliegenden Dörfer Klaistow, Kanin und Busendorf gehörten. Die Stadterweiterung Berlins brachte der Zollstation steigende Einnahmen durch den wachsenden Schiffsverkehr, der Ziegel von Petzow, Glindow und Rathenow in die Residenzstadt brachte und hier die Zollgrenze passierte. Theodor Fontane widmete Baumgartenbrück eine Erzählung.

„Bomgarden-Brück […] seit historischen Tagen […] immer ein Punkt von Bedeutung war, ein Punkt, dessen Wichtigkeit gleichen Schritt hielt mit dem industriellen Aufblühen der Schwielow- und Havel-Ufer. Die Einnahmen verzehnfachten sich, und wenn früher ein einfacher, altmodischer Zoll gezahlt worden war, um die Landreisenden trocken von einem Ufer zum anderen zu bringen, so kamen nun die viel einträglicheren Tage, wo, neben dem Brückenzoll für Pferd und Wagen, vor allem auch ein Brücken-Aufzugzoll für alle durchpassierenden Schiffe gezahlt werden musste.“

Neben dem örtlichen Warenverkehr überquerte auch die Postkutsche diese Havelbrücke zweimal wöchentlich, denn sie lag auf der Verbindungsstrecke zwischen Königsberg und Kleve. Während der Besatzung Preußens durch napoleonische Truppen ereignete sich eine militärhistorische Begebenheit an der Baumgartenbrücke. Am 28. April 1809 biwakierte Major Ferdinand von Schill mit seinen Freikorpssoldaten des 2. Brandenburgischen Husarenregiments nahe der Brücke. Die Truppe zog nach Schills Aufruf zum Volksaufstand gegen die französischen Besatzer aus Preußen über die Brücke, um gegen die Franzosen zu kämpfen. Ein Findling mit einer Gedenkplatte erinnert an diesen Aufenthalt.
Als vielbefahrenes Teilstück der Reichsstraße 1, der heutigen Bundesstraße 1, überspannte ab 1909 die erste stählerne Bogenbrücke die Havel. An ihren beiden Bogenenden wurden 1910 Tierfiguren des Bildhauers Stephan Walter aufgestellt. „[…] jeweils rechts ein Fischotter und links ein Windhund, aus welcher Richtung man auch kam […]“ (Festschrift)

## Nach 1945
Am Ende des Zweiten Weltkriegs, am 30. April 1945, sprengten Soldaten der Wehrmacht die Brücke, um den heranrückenden alliierten Truppen den Übergang zu erschweren. Eine nach dem Krieg vorübergehend mit Muskelkraft betriebene Seilfähre ersetzten Pioniere der Sowjetarmee durch eine hölzerne Brücke. Das Provisorium wurde 1950 wieder entfernt und aus noch erhaltenen Fachwerkträgern zweier anderer zerstörter Brücken entstand die vierte Baumgartenbrücke.
Die Tierfiguren konnten jedoch nicht mehr aufgestellt werden, da sie von Sowjetsoldaten demontiert und abtransportiert waren. Dem wachsenden Verkehrsaufkommen hielt die schmale Brücke kaum stand, zumal sie in ihrer Stabilität nach einem Panzerunfall beeinträchtigt war.
Anfang der 1980er Jahre durfte sie nur noch einspurig mit Ampelregelung befahren werden. 1989 wurde sie durch eine breite, sanft geschwungene Spannbetonbrücke ersetzt. Mit Hilfe der Landesregierung Brandenburgs kamen die beiden Skulpturen der Fischotter am 6. September 1994 wieder an ihren historischen Platz am östlichen Havelufer unterhalb der Brücke. Die beiden Figuren der Windhunde sind verschollen. Die Metall-Tafel ist vom Künstler Manfred Stenzel.

## Etymologie
Die Wortherkunft von Bomgarde auch Boomgarde, geht auf die mittelniederdeutsche Bezeichnung für Baumgarten entsprechend Obstgarten zurück.

## Bilder

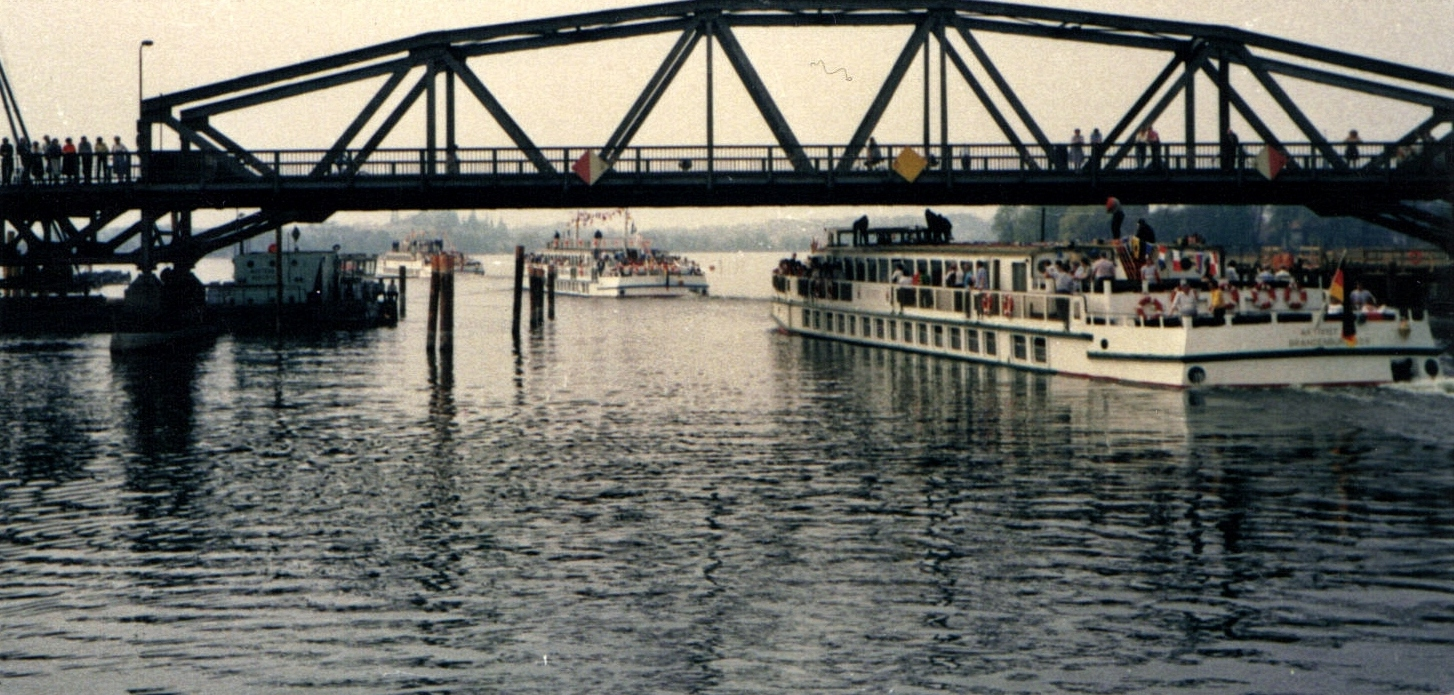
Baumgartenbrücke 1980
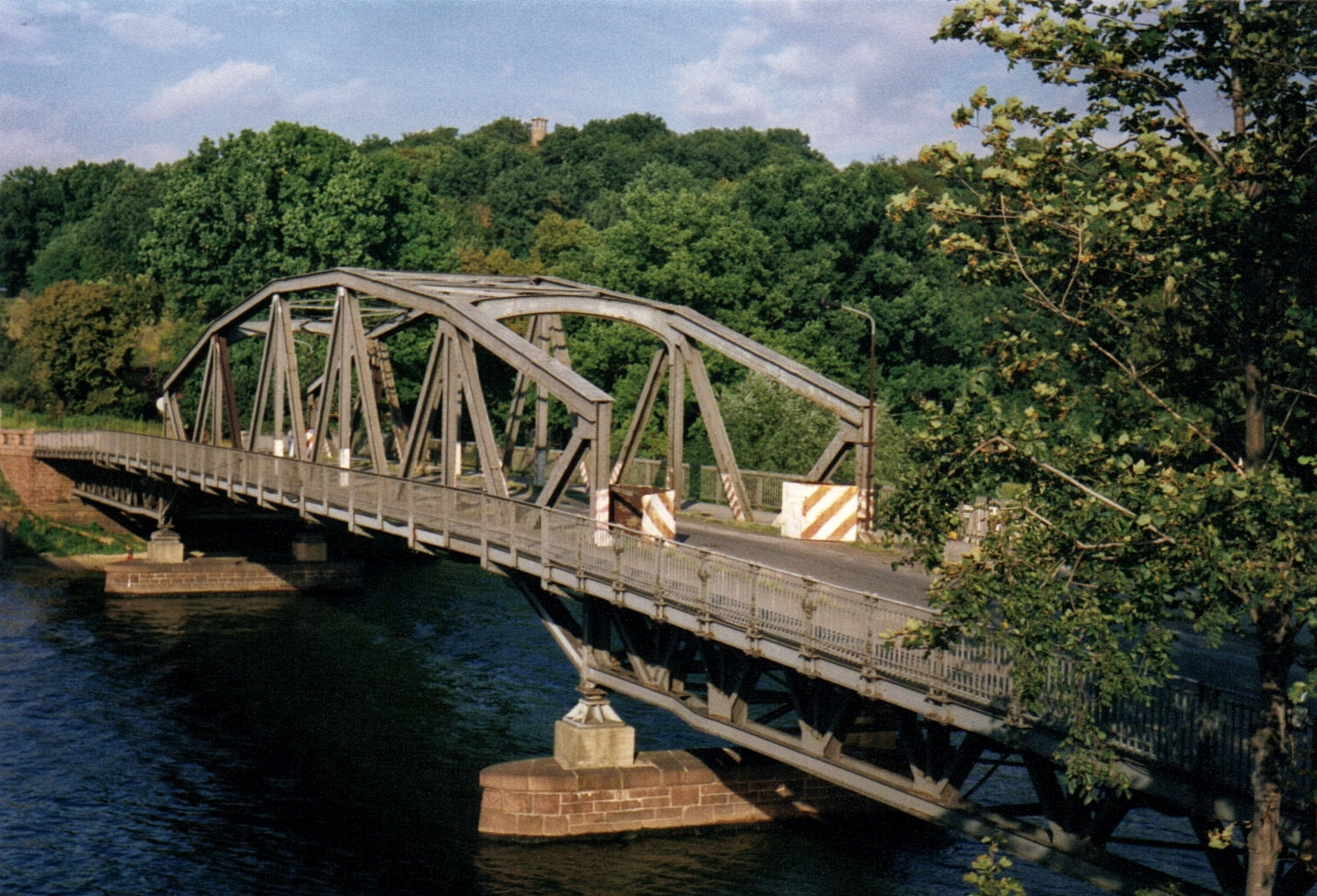
Baumgartenbrücke 1985
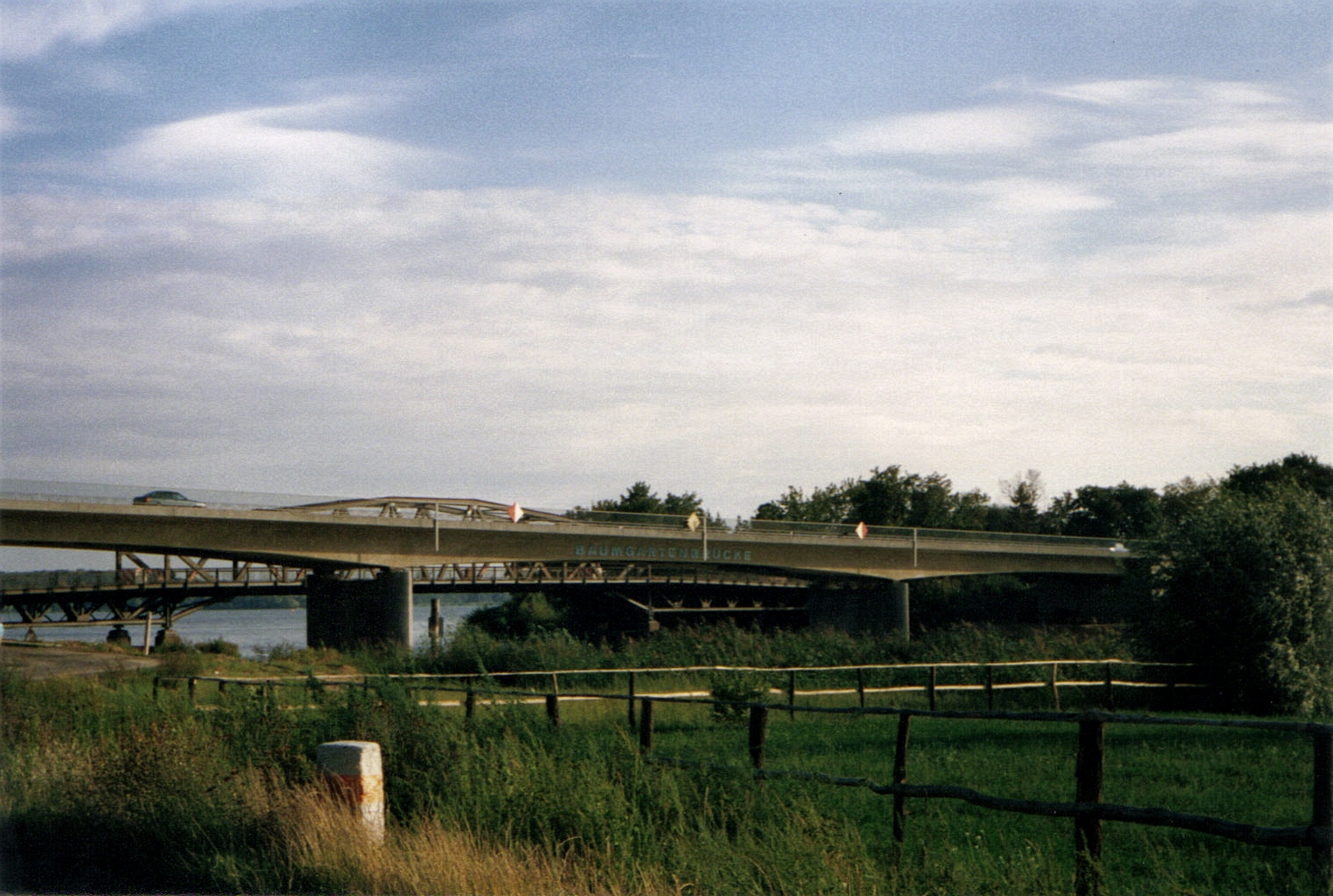
Baumgartenbrücke 1989
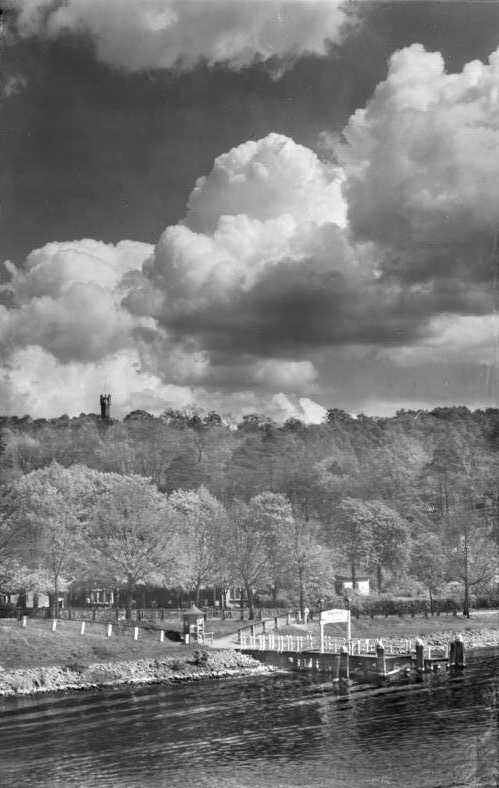
Baumgartenbrück (zwischen 1928 und 1940)
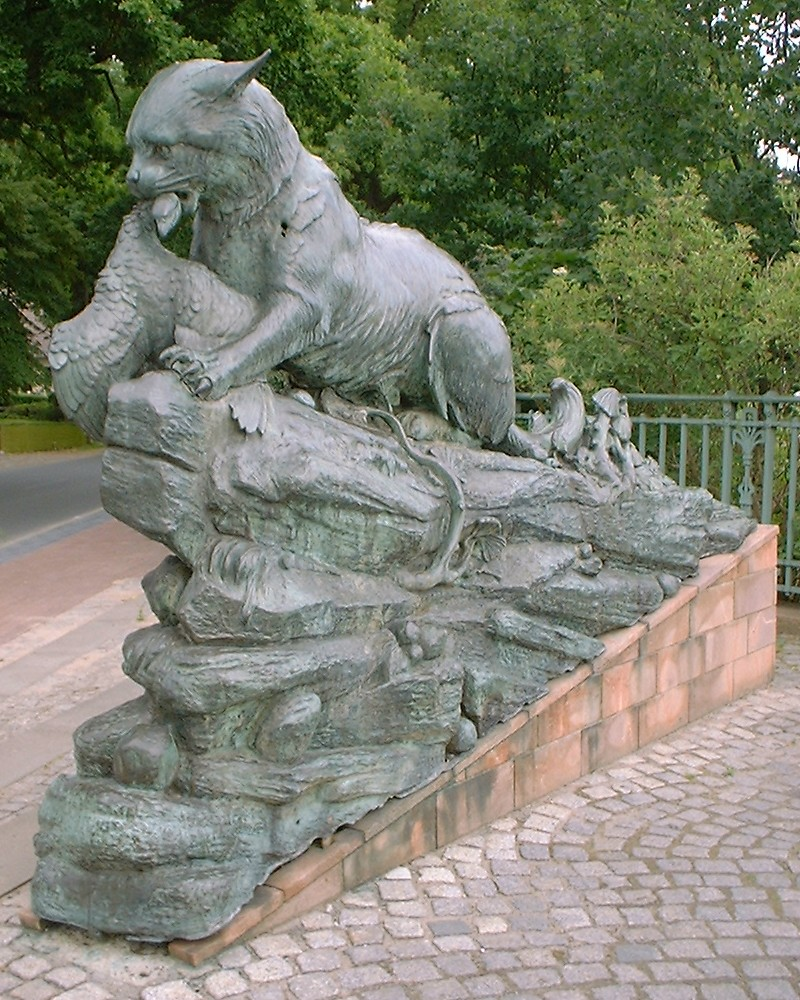
Skulptur eines Fischotters, Stephan Walter, 1908

## Karten
- Folke Stender: Redaktion Sportschifffahrtskarten Binnen 1. Nautische Veröffentlichung Verlagsgesellschaft. ISBN 3-926376-10-4.
- Autorenkollektiv: W. Ciesla, H. Czesienski, W. Schlomm, K. Senzel, D. Weidner: Schiffahrtskarten der Binnenwasserstraßen der Deutschen Demokratischen Republik 1:10.000, Band 3. Hrsg. Wasserstraßenaufsichtsamt der DDR, Berlin 1988. OCLC 830889996